# Blang Mancung
Blang Mancung is een bestuurslaag in het regentschap Aceh Tengah van de provincie Atjeh, Indonesië. Blang Mancung telt 1.423 inwoners (volkstelling 2010).